# Hierodula modesta modesta
Hierodula modesta modesta es una subespecie de mantis de la familia Mantidae.

## Distribución geográfica
Se encuentra en  Borneo, Sulawesi (Indonesia).